# Gregory Scarpa
Gregory Scarpa Sr., detto il Mietitore o il Cappellaio Matto (New York, 8 maggio 1928 – Rochester, 4 giugno 1994), è stato un mafioso e assassino statunitense, membro della famiglia Colombo, oltre che informatore dell'FBI. Negli anni '70 e '80, ha ricoperto il ruolo di killer di fiducia del boss Carmine Persico. Nel 1993 è stato condannato all'ergastolo per tre omicidi e morì l'anno successivo, dopo aver contratto l'AIDS a seguito di una trasfusione di sangue.

## Biografia
Gregory Scarpa nacque l’8 maggio 1928 a New York, da Salvatore e Mary Scarpa, immigrati di prima generazione originari di Lorenzaga, frazione di Motta di Livenza, in provincia di Treviso. Cresciuto nel quartiere popolare di Bensonhurst, a Brooklyn, visse l’infanzia durante la Grande Depressione, aiutando il padre a consegnare carbone in tutta la città. Si pensa che sia stato suo fratello maggiore, Salvatore Jr., a introdurlo nei ranghi della famiglia mafiosa Colombo, alla quale Gregory si sarebbe affiliato negli anni ’50.
Negli stessi anni, Scarpa sposò Connie Forrest, con la quale ebbe quattro figli, tra cui Gregory Scarpa Jr., destinato a seguirne le orme nella malavita fino a diventare anch’egli caporegime. Il matrimonio si concluse nel 1973, ma Scarpa intrattenne per oltre trent’anni una relazione parallela con Linda Schiro, dalla quale nacquero altri due figli: Joseph e Linda.
Scarpa era noto per il suo gusto impeccabile nel vestire e per portare sempre con sé almeno 5.000 dollari in contanti, utili per spese improvvise o tangenti. Aveva a disposizione un appartamento nell’elegante Sutton Place a Manhattan e possedeva diverse proprietà a Brooklyn, Staten Island, Las Vegas e Singer Island, in Florida. La sua astuzia, la sua brutalità e la sua influenza gli valsero il soprannome di “il Mietitore”, e gli permisero di sfuggire alla giustizia per molti anni. Secondo quanto riferito da Linda Schiro, era solito lasciare il numero “666” - simbolo biblico del Diavolo - sui cercapersone delle sue vittime.
Nel corso della sua carriera criminale, Scarpa divenne caporegime della famiglia Colombo e gestiva il Wimpy Boys Social Club, una sorta di quartier generale della sua crew. Era coinvolto in attività criminali di ogni tipo: gioco d’azzardo illegale, usura, estorsioni, rapine, falsificazione, traffico di droga, aggressioni, e omicidi. Molti degli attuali membri di spicco della famiglia Colombo sono stati inizialmente parte della sua squadra.
Nel marzo del 1962, fu arrestato per rapina a mano armata. Per evitare il processo, accettò di collaborare come informatore sotto copertura per l'FBI, dando così inizio a una controversa collaborazione durata trent'anni.

## Informatore per l'FBI

### La prima collaborazione
Nell’estate del 1964, secondo quanto riportato da Linda Schiro e altre fonti, alcuni agenti dell’FBI in Mississippi arruolarono Gregory Scarpa per aiutarli a ritrovare tre attivisti per i diritti civili scomparsi: Andrew Goodman, James Chaney e Michael Schwerner. Gli agenti erano convinti che i tre fossero stati uccisi, ma non riuscivano a trovare i loro corpi. Pensavano che Scarpa, grazie ai suoi metodi d’interrogatorio brutali e fuori dai limiti della legalità, potesse ottenere informazioni che loro non erano in grado di raccogliere. Una volta giunto in Mississippi, Scarpa ricevette - secondo i racconti - una pistola e del denaro dagli agenti locali per corrompere eventuali informatori. Insieme a un agente, avrebbe rapito Lawrence Byrd, un venditore di televisori e membro segreto del Ku Klux Klan, portandolo via dal suo negozio a Laurel e conducendolo alla base militare di Camp Shelby. Lì, Scarpa lo avrebbe picchiato selvaggiamente e gli avrebbe infilato la canna della pistola in gola. Solo dopo queste torture, Byrd avrebbe rivelato il luogo dove erano sepolti i tre corpi.
L’FBI non ha mai confermato ufficialmente il coinvolgimento di Scarpa nell’operazione. Tuttavia, pur non smentendo direttamente questa versione, il giornalista investigativo Jerry Mitchell e l’insegnante Barry Bradford hanno sostenuto che fu un agente della polizia stradale del Mississippi, Maynard King, a fornire la posizione delle fosse a un agente dell’FBI dopo averla ricevuta da una fonte anonima.
Nel gennaio del 1966, Scarpa sarebbe tornato in Mississippi per aiutare nuovamente l’FBI, stavolta nelle indagini sull’omicidio di Vernon Dahmer, attivista afroamericano ucciso in un attentato incendiario del Ku Klux Klan. Dopo questo secondo intervento, però, ci fu una rottura tra Scarpa e l’FBI: in disaccordo sul compenso per i suoi “servigi”, l’agenzia decise di troncare definitivamente la collaborazione con lui.

### La seconda collaborazione
Nel 1980, l’agente dell’FBI Lindley DeVecchio divenne il nuovo referente di Gregory Scarpa, riattivando la sua collaborazione con il Bureau dopo cinque anni di silenzio. Scarpa aveva infatti interrotto ogni rapporto con l’FBI, ma DeVecchio riuscì a convincerlo a tornare a collaborare. Secondo quanto affermato in seguito da Gregory Jr., da Linda Schiro e da alcuni procuratori federali, tra Scarpa e DeVecchio ci furono numerosi scambi illeciti: Scarpa gli avrebbe offerto denaro, gioielli e altri regali in cambio di informazioni riservate, mentre i dati che forniva sulla famiglia Colombo erano spesso di dubbia utilità.
In cambio dei suoi servigi, l’FBI avrebbe versato a Scarpa circa 158.000 dollari. Alcuni suoi associati raccontarono che Scarpa scherzava spesso su una presunta “fidanzata” nei servizi segreti - un riferimento ironico a DeVecchio, che gli passava informazioni confidenziali. Per dieci anni, i due si incontrarono regolarmente da soli, spesso in appartamenti o camere d’albergo messi a disposizione dall’FBI. DeVecchio divento addirittura un ospite abituale a casa Scarpa, e in un’occasione ricevette in regalo una bambola “Cabbage Patch”, all’epoca introvabile, per la figlia. Questa vicinanza insolitamente stretta tra agente e informatore cominciò a destare sospetti tra i colleghi di DeVecchio, che iniziarono a segnalarlo ai superiori.
Nel 1985, Scarpa fu incriminato dai federali per una vasta frode con carte di credito. Dopo aver ammesso la colpa, i pubblici ministeri chiesero per lui una condanna severa, con carcere e una pesante multa. Tuttavia, DeVecchio presentò al giudice un promemoria in cui elencava tutte le “collaborazioni” offerte da Scarpa all’FBI nel corso degli anni. Il giudice, sulla base di quel documento, lo condannò soltanto a cinque anni di libertà vigilata e a una multa di 10.000 dollari, senza alcun tempo in prigione.
La pena insolitamente leggera suscitò scalpore all’interno della famiglia Colombo, tanto che alcuni membri iniziarono a sospettare seriamente che Scarpa fosse un informatore al soldo del governo.

## Infezione da HIV
Dopo un intervento chirurgico d’urgenza per un’ulcera all’ospedale Victory Memorial di Brooklyn nel 1986, Gregory Scarpa ricevette trasfusioni di sangue da familiari e conoscenti, rifiutando volutamente il sangue proveniente dalla banca del sangue dell’ospedale. Una di queste trasfusioni gli fu fatta con il sangue di Paul Mele, un affiliato mafioso e culturista che faceva uso di steroidi anabolizzanti iniettabili. Mele aveva contratto l’HIV attraverso una siringa infetta, trasmettendo così il virus a Scarpa durante la donazione. Con l’aggravarsi delle sue condizioni, i medici del Mount Sinai Hospital furono costretti a rimuovergli completamente lo stomaco. Il 30 agosto 1992, Scarpa ottenne un risarcimento di 300.000 dollari in una causa civile intentata contro il suo primo chirurgo e contro il Victory Memorial Hospital, accusati di negligenza medica.
Man mano che l’infezione progrediva in AIDS conclamata, Scarpa e i suoi familiari diffusero la falsa versione secondo cui l’uomo stava lottando contro un cancro, nel tentativo di proteggere la sua immagine e nascondere la verità sulla sua malattia all’interno del mondo mafioso.

## Tentato omicidio
Nel 1991, i sostenitori del boss ad interim dei Colombo, Victor Orena, tentarono di uccidere Gregory Scarpa. Quell'anno era infatti esplosa una guerra interna tra Orena e Carmine Persico, il boss ufficiale della famiglia, che stava scontando l’ergastolo. I fedelissimi di Persico avevano già tentato senza successo di eliminare Orena nella sua abitazione a Brooklyn. In risposta, Orena ordinò l’omicidio di Scarpa, uno dei più leali sostenitori di Persico.
Il 18 novembre, Scarpa si trovava alla guida della propria auto a Brooklyn, seguito da un’altra vettura con a bordo sua figlia Linda, di 22 anni, e il nipotino di appena otto mesi. Improvvisamente, due auto bloccarono la strada. Ne uscirono alcuni sicari armati che si diressero verso l’auto di Scarpa. Nonostante l’agguato, Scarpa riuscì a fuggire a tutta velocità, speronando qualsiasi ostacolo si trovasse davanti. Alcuni passanti rimasero feriti nello scontro, ma Scarpa e i suoi familiari si salvarono illesi.
Durante i sette mesi del conflitto tra le fazioni di Persico e Orena, Scarpa agì come uomo di punta per le ritorsioni. Pur debilitato dalla malattia, pattugliava costantemente la zona di Avenue U a Brooklyn, alla ricerca di simpatizzanti di Orena nei circoli e nei bar. Furioso per il tentato omicidio che aveva messo in pericolo sua figlia e suo nipote, Scarpa concentrò la sua vendetta su William Cutolo, esponente di spicco della fazione rivale e ritenuto l'organizzatore dell'agguato. Nelle settimane successive, Scarpa e i suoi uomini furono coinvolti in una serie di omicidi: eliminarono il mafioso della famiglia Genovese Thomas Amato, e tre uomini vicini a Orena - Rosario Nastasa, Vincent Fusaro e James Malpiso. Secondo quanto riportato, Scarpa sparò personalmente a Fusaro mentre quest’ultimo stava appendendo le luci di Natale sulla propria casa.

## Arresto e morte

### L'arresto
Nel 1992, Gregory Scarpa ottenne un risarcimento di 300.000 dollari in contanti a favore della sua famiglia, in seguito alla causa per l'infezione da HIV contratta durante una trasfusione di sangue contaminato. Nello stesso anno, mentre si presentava in un tribunale di New York per l'udienza civile, venne arrestato per possesso illecito di armi da fuoco. Poco dopo, fu incriminato con l'accusa di associazione mafiosa.
Il 29 dicembre 1992, mentre si trovava agli arresti domiciliari con il braccialetto elettronico, Scarpa fu coinvolto in una sparatoria con altri mafiosi, durante la quale perse un occhio. Due affiliati della famiglia Lucchese, Michael DeRosa e Ronald Moran, avevano minacciato suo figlio Joey Scarpa a causa di una disputa legata al traffico di droga. Gregory Sr., ancora in pigiama, salì in macchina con il figlio, si recò a casa di DeRosa e gli sparò. Moran rispose al fuoco e colpì Scarpa all’occhio. Tornato a casa, secondo le testimonianze, Scarpa si versò del whisky Scotch nella ferita, rassicurò le autorità dicendo che stava bene e solo successivamente andò in ospedale. A quel punto, i procuratori revocarono gli arresti domiciliari e lo trasferirono in carcere.
Nel 1993, Scarpa era ormai cieco da un occhio, visibilmente debilitato e in condizioni di salute gravemente compromesse. Il 6 maggio si dichiarò colpevole di tre omicidi e del complotto per ucciderne altri. Il 15 dicembre fu condannato all'ergastolo in un carcere federale, ma la pena fu successivamente ridotta a dieci anni a causa del rapido deterioramento della sua salute.

### La morte
Gregory Scarpa morì il 4 giugno 1994 presso il Federal Medical Center di Rochester, in Minnesota, per complicazioni legate all’AIDS.

## Rivelazioni postume
Lo status di Gregory Scarpa come informatore dell’FBI fu reso pubblico solo nel 1995, durante un processo per associazione mafiosa e omicidio contro sette membri della fazione di Victor Orena. In quell'occasione, l’ex consigliere della famiglia Colombo, Carmine Sessa - ormai collaboratore di giustizia - rivelò ai procuratori i rapporti illeciti tra l’agente dell’FBI Lindley DeVecchio e Scarpa. Le indagini successive portarono i procuratori ad ammettere che DeVecchio avrebbe potuto fornire a Scarpa informazioni riservate, tra cui dettagli su ex affiliati della famiglia Colombo che avevano deciso di collaborare con la giustizia. Questo portò all’annullamento di diciannove accuse di omicidio o alla revoca di condanne già emesse contro membri della fazione Orena. Gli avvocati sostennero che DeVecchio, passando informazioni a Scarpa, avesse indirettamente contribuito all’eliminazione di avversari, trasformando così gli omicidi commessi dai loro assistiti in atti di autodifesa.
Il 30 marzo 2006, DeVecchio - che era stata costretta a ritirarsi dall’FBI nel 1996 - fu incriminata con l’accusa di complicità in quattro omicidi, commessi tra gli anni ’80 e ’90, in collaborazione con Scarpa e altri membri della famiglia Colombo. Tuttavia, l'accusa si basava quasi esclusivamente sulle testimonianze di Linda Schiro, compagna di lunga data di Scarpa. La sua credibilità venne rapidamente messa in discussione quando il giornalista Tom Robbins del Village Voice rivelò che Schiro, anni prima, aveva rilasciato un'intervista in cui negava il coinvolgimento di DeVecchio. Nonostante l’impegno a mantenere riservata l’identità di Schiro, Robbins giustificò la rivelazione affermando che la possibilità che DeVecchio fosse condannato all’ergastolo superava ogni promessa fatta. Il 1º novembre 2007, su richiesta dei pubblici ministeri, tutte le accuse contro DeVecchio furono archiviate.
Nel frattempo, il figlio di Gregory, Gregory Scarpa Jr., fu condannato a quarant’anni di carcere per associazione mafiosa, cospirazione per commettere omicidio e altri reati.

## Nella cultura popolare

### Libri
Il mondo di Gregory Scarpa e della sua doppia vita tra mafia e FBI è stato raccontato in diversi libri negli ultimi anni:
- Mafia Son: The Scarpa Mob Family, the FBI, and a Story of Betrayal (2009) di Sandra Harmon è un’opera che si basa sull’accesso diretto dell’autrice al mondo della criminalità organizzata, alle forze dell’ordine e a Gregory Scarpa Jr., detenuto al momento delle ricerche. Il libro svela crimini, tradimenti e segreti, dipingendo un ritratto drammatico della famiglia Scarpa e delle ambigue relazioni con l’FBI.[30]
- Deal with the Devil: The FBI's Secret Thirty-Year Relationship with a Mafia Killer (2013) di Peter Lance si basa su tre decenni di documenti dell’FBI, e racconta in dettaglio la collaborazione clandestina tra l'agenzia federale e Gregory Scarpa Sr. Mentre serviva come informatore, Scarpa continuava a tradire l’FBI a favore della famiglia criminale Colombo.[31]
- The Mafia Hit Man’s Daughter (2015) è la testimonianza personale di Linda Scarpa, figlia di Gregory Scarpa, scritta insieme a Linda Rosencrance. L’opera riflette sul passato violento e tormentato della famiglia Scarpa dal punto di vista intimo e umano di una figlia cresciuta nell’ombra di un killer mafioso.[32]

### Televisione
La figura di Gregory Scarpa ha ispirato numerosi documentari e opere televisive che ne esplorano il duplice ruolo di sicario mafioso e informatore dell’FBI.
- Nell’episodio Armstrong/The FBI and the Grim Reaper (2011) della storica trasmissione 60 Minutes, la maggior parte della puntata è dedicata al caso Lance Armstrong e al doping nel ciclismo. Tuttavia, in un segmento di 8 minuti intitolato The FBI and the Grim Reaper, viene approfondita la controversa relazione tra l’agente dell’FBI Lindley DeVecchio e Gregory Scarpa.[33]
- Nell’episodio The Grim Reaper della serie I Married a Mobster (2011), si racconta la vicenda di Linda Schiro, allora giovane ragazza di Brooklyn coinvolta in un triangolo amoroso con Scarpa e un altro uomo (entrambi sposati). L’episodio mostra la devozione di Linda verso Scarpa, la perdita di un figlio, l’impatto devastante della vita mafiosa e l’isolamento che segue il declino dell’uomo.[34][35]
- L’episodio The Grim Reaper: Greg Scarpa (2012) della serie Mobsters offre uno sguardo ampio sulla figura di Scarpa, approfondendo sia la sua carriera criminale nella mafia Colombo sia la sua vita familiare e il ruolo come informatore dell’FBI.[36]
- Un secondo documentario sui crimini di Scarpa venne trasmesso con il titolo The Grim Reaper (2018) come parte della serie Evil Lives Here. L’episodio esplora il terrore vissuto dai familiari di criminali noti, con particolare focus sulla doppia vita di Scarpa.

### Cinema
- Nel film Mississippi Burning - Le radici dell'odio (1988), il personaggio dell’agente Monk (interpretato da Badja Djola), che rapisce e minaccia un membro del Ku Klux Klan, è ispirato alla vera vicenda di Scarpa e al suo presunto coinvolgimento nelle indagini dell’FBI sugli attivisti per i diritti civili scomparsi (Goodman, Chaney e Schwerner) nel 1964. Originariamente, il personaggio che interroga il sindaco colluso con il Klan era stato concepito come un sicario mafioso che estrae una pistola e la infila in bocca al sospettato. Lo sceneggiatore Chris Gerolmo ha dichiarato di essersi ispirato proprio alla storia di Scarpa per costruire questa scena.[11]
- Nel film By Any Means, attualmente in produzione, il personaggio di Gregory Scarpa Sr. sarà interpretato da Mark Wahlberg.[37][38]